# 11-я отдельная гвардейская инженерная бригада
11-я отдельная гвардейская инженерная Кингисеппская Краснознамённая, орденов Суворова и Александра Невского бригада (сокр. 11 оибр, в/ч 45767) — тактическое соединение Сухопутных войск Российской Федерации.
Соединение находится в составе Южного военного округа, дислоцируясь в городе Каменск-Шахтинский.

## История
Ведёт историю от сформированного на станции Яюряпяя Карело-Финской ССР в 1941 году 41-го отдельного понтонно-мостового батальона РККА. Батальон формировался на базе 6-го отдельного понтонно-мостового Краснознамённого полка. 41-й опонмб вошёл в состав Ленинградского фронта.
Уже 27 июня 1941 года батальон приступил к рытью противотанковых рвов и установке противотанковых рельсовых надолбов. 3 июля 1941 батальон возвёл 36-метровый мост через реку Вуокса за сутки.
В дальнейшем, батальон действовал на Невском пятачке осенью 1941 года, где погиб командир батальона Иосиф Манкевич. 41-й понтонно-мостовой батальон был награждён переходящим знаменем Ленинградского исполнительного комитета Совета депутатов трудящихся «за отличное выполнение боевых заданий командования в ходе операции по прорыву блокады Ленинграда, проявленные при этом организованность и мужество».
6 февраля 1943 года батальон награждён орденом Красного Знамени.
В ходе войны 41-й батальон за отвагу и героизм при прорыве блокады Ленинграда приказом народного комиссара обороны преобразован в 1-й отдельный гвардейский моторизованный понтонно-мостовой батальон.
За успешное обеспечение войск при прорыве линии Маннергейма и взятию города Выборг батальон награждён орденом Александра Невского.
За овладение городом Кингисепп Ленинградской области батальону присвоено почётное наименование «Кингисеппский» приказом Верховного Главнокомандующего ВС СССР от 1 февраля 1944 года.
В 1946 году батальон преобразован в 7-й отдельный гвардейский понтонно-мостовой Кингисеппский Краснознамённый, ордена Александра Невского полк. Дислоцировался полк в Керро Ленинградской области.
На конец 1980-х годов 7-й отдельный гвардейский понтонно-мостовой Кингисеппский Краснознамённый, ордена Александра Невского полк (в/ч 18437) продолжал дислоцироваться в деревне Керро в составе Ленинградского военного округа.
В начале 1990-х гг. полк преобразован в 204-ю гвардейскую понтонно-мостовую Кингисеппскую Краснознамённую, ордена Александра Невского бригаду.
Затем 204-я бригада переформирована в 140-й отдельный гвардейский инженерно-сапёрный Кингисеппский Краснознамённый, ордена Александра Невского полк (в/ч 18437)
Формирование принимало участие в чеченском, юго-осетинском конфликтах. Военнослужащие полка были задействованы в военной операции России в Сирийской Арабской Республике.
1 декабря 2011 года 140-й отдельный гвардейский инженерно-сапёрный полк (в/ч 18437) переформирован в 11-ю отдельную гвардейскую инженерную бригаду в составе Южного военного округа с пунктом дислокации в городе Каменск-Шахтинский Ростовской области.
В 2022 году бригада принимает активное участие в полномасштабном вторжении РФ в Украину на херсонском направлении. В первый день вторжения, 24 февраля 2022 года авиаударом ВСУ было уничтожено 12 военнослужащих 11 оибр, выполнявших задачи по подрыву дамбы на Северокрымском канале.
29 апреля 2024 года бригада награждена орденом Суворова.

## Состав
- управление,
- инженерно-сапёрный батальон,
- инженерный дорожно-мостостроительный батальон,
- понтонно-переправочный батальон,
- инженерно-технический батальон,
- рота разминирования,
- рота управления (связи),
- рота материального обеспечения,
- ремонтный взвод,
- взвод учебных машин,
- медицинский пункт.[9]

## Награды
| Награда                   | Заслуги | Примечание                         |
| ------------------------- | --- | ---------------------------------- |
| Гвардейская               | За отвагу и героизм при прорыве блокады Ленинграда | Приказ народного комиссара обороны |
| «Кингисеппская»           | За освобождение города Кингисепп |                                    |
| Орден Красного Знамени    | За форсирование Невы 41-м отдельным понтонно-мостовым батальоном |                                    |
| Орден Александра Невского | За обеспечение успешного наступления в боях при прорыве линии Маннергейма и при овладении городом Выборг | Указом Верховного Совета СССР      |
| Орден Суворова            | За «успешное выполнение задач по фортификационному оборудованию рубежей обороны, а также установке минно-взрывных заграждений на Лисичанском, Соледаро-Бахмутском, Авдеевском, Запорожском и Каховском направлениях являются образцом отваги и мужества». |                                    |